# Simfonia núm. 1 (Bruckner)
La Simfonia núm. 1 en do menor (A 77) d'Anton Bruckner va ser iniciada el gener de 1865, i va ser composta en part a Linz i en part a Múnic. Es va estrenar el 9 de maig de 1868 al Redoutensaal de Linz dirigida pel mateix compositor. La durada aproximada és d'uns 50 minuts.

## Història
Quan va començar la seva Primera Simfonia el gener de 1865, Anton Bruckner tenia més de quaranta anys i treballava com a organista a Linz. El fet de no enfrontar-se encara al repte simfònic responia, en part, a la seva modèstia, però també al gran pes que fins llavors havia tingut la música sacra en la seva trajectòria.
Fins llavors, només havia compost obres corals religioses, però la seva Missa en re menor (1864) va revelar una ambició inesperada. Tot i tenir poca experiència orquestral, va decidir que la simfonia seria la seva forma ideal. Ja havia escrit una Simfonia d’estudi (1863) i una altra en re menor que deixaria de banda (més tard publicada com la núm. 0). En plena època del poema simfònic de Liszt i Wagner, la seva aposta per la simfonia clàssica va ser sorprenent. Ja en aquesta obra s’hi poden reconèixer molts dels trets estilístics i estructurals propis que acabaran definint el caràcter singular de les simfonies de Bruckner en contrast amb les dels seus antecessors.
La descoberta de Wagner a Linz el 1863, amb la primera representació de Tannhäuser, ja havia marcat un abans i un després en la seva trajectòria. Bruckner va quedar captivat per la força orquestral, el tempo mesurat i la riquesa harmònica de la música wagneriana. Aquella experiència el va transformar. A partir de llavors, es convertí en el primer compositor capaç de traslladar l’essència del llenguatge de Wagner al món simfònic.
Durant quinze mesos va treballar intensament en l’obra, revisant diversos moviments. Amb els quatre moviments en procés, va viatjar a Múnic per assistir a l’estrena mundial de Tristan und Isolde de Wagner, dirigida pel prestigiós director alemany Hans von Bülow el 10 de juny de 1865. A Múnic va ensenyar amb orgull, el manuscrit de la Primera Simfonia a Anton Rubinstein, hoste al mateix hotel, i a Bülow, que en va quedar —segons sembla— molt impressionat. Però quan li presentaren Wagner, no es va atrevir a ensenyar-li la seva obra. De retorn a Linz, no se sap del cert si va ser l’impacte aclaparador de Tristan, l’esgotament, o ambdues coses, el que va provocar la crisi nerviosa de Bruckner poc després. Va ser tractat en un sanatori i va poder reprendre la feina després de pocs mesos. El 14 d’abril de 1866 ja tenia la partitura completa.
Una altra «revelació», abans de concloure la partitura, va ser l'estrena a Budapest, de l'oratori de Liszt, Santa Isabel; i sense cap dubte tant la tècnica orquestral de Liszt com la de Wagner van ser-ne determinants.

## Estrena
L'estrena de la Simfonia núm. 1 va tenir lloc el 9 de maig de 1868 sota la seva direcció a Linz: d'ací la denominació de «versió de Linz» que s'atorga a la partitura original. L’estrena no va ser gens brillant. L’orquestra era improvisada: músics de teatre local, bandes militars i alguns aficionats —amb només dotze violins i tres instruments per a la resta de les cordes greus. El públic, a més, va ser escàs: el dia abans havia caigut el pont del Danubi, dificultant els desplaçaments, i ningú no considerava Bruckner un autor de relleu.
Poc després va abandonar la ciutat per instal·lar-se a Viena, on es quedaria fins a la seva mort el 1896. Bruckner va revisar l'obra a fons el 1877 i de nou el 1884 va fer alguns canvis modestos. Però això no va ser el final: entre el 12 de març de 1890 i el 18 d’abril de 1891 va crear la «versió de Viena» per a Hans Richter, que volia dirigir la primera interpretació de la Primera Simfonia a Viena. Aquesta versió comporta principalment una nova conclusió del finale, i molts retocs (o «correccions») que no van tenir com a efecte més que trencar l'espontaneïtat que tenia la «versió de Linz». El 13 de desembre de 1891, l’Orquestra Filharmònica de Viena, dirigida per Hans Richter, va fer la primera interpretació d’aquesta versió vienesa a la Sala daurada de la Musikverein. Bruckner va dedicar la partitura a la Universitat de Viena, en agraïment al doctorat honorífic que li havia concedit.
Si bé en un principi la versió vienesa es va convertir en la forma habitual de concert, avui dia es considera definitiva la primera versió. És la que se sol interpretar i enregistrar i és també la que recull l'edició de Nowak. La versió de Linz no es va tornar a interpretar fins al 4 de setembre de 1934, durant un festival Bruckner a Aachen.

## Orquestració
La plantilla orquestral és ja força àmplia: 2 flautes, 2 oboès, 3 clarinets, 2 fagots, 4 trompes, 2 trompetes, 3 trombons, percussió i la corda habitual. La tuba encara no hi apareix, però ja hi ha prou mitjans per a la riquesa tímbrica, i especialment per a l’ús característic del vent fusta i metall.

## Anàlisi
Els quatre moviments són Allegro molto moderato, Adagio, Scherzo i Allegro con fuoco.
Al contrari que totes les següents, es tracta d'una simfonia "ràpida" (principalment en els dos moviments extrems), que anima un esperit de conquesta completament estrany al clima espiritual de les grans meditacions posteriors. Tècnicament és la simfonia més difícil d'executar del catàleg de Bruckner, tant pel que fa als requeriments d'execució dels instruments com a la concepció rítmica i temàtica (alternança ajustada de fff i ppp). Aquestes característiques la fan única en la producció bruckneriana.

### I - Allegro molto moderato
Està bastit sobre tres temes. El primer, presentat de colp per la corda, desnuga el caràcter rítmic del moviment; molt suau, amb colors foscos, expressa no obstant una enèrgica expressivitat. Un grup de motius secundaris (amb figures rítmiques de les fustes i una escriptura en octaves) assegura la transició vers el segon tema, essencialment líric (als violins, després amb les violes i violoncels). El tercer tema, de caràcter heroic (mi bemoll major), sorgeix amb un fortissimo dels vents, — més durador i potent. El desenvolupament es basa només en el primer i tercer tema, però la reexposició reintrodueix la tonalitat del material del segon tema, — tot i que s'imposa la tonalitat dominant (do menor). La coda, emprant la fórmula rítmica inicial del moviment, s'enfila cap a una apoteosi dels metalls, — particularment amb l'esclat de les trompetes.

### II - Adagio
Estranya introducció la d'aquest Adagio en 4/4, en què els primers trenta compassos es desenrotllen en una tonalitat indefinida, com suspesa (sent la tonalitat real la bemoll). Sobre l'enunciat del tema principal, les trompes mantenen notes llargues, mentre que les cordes expressen un cant profund, d'una pesantor interioritzada. L'ambigüitat tonal s'augmenta amb misterioses immersions vers fa menor; diversos faristols acompanyen el cant de les cordes amb sobtades esgarrifances, de bruscos cromatismes. Clarinet i violins, sobre dobles tresets inestables, porten a un episodi Andante més animat (a 3/4). Els contrabaixos reintrodueixen el motiu de partida, i el tema principal, en el la bemoll major clarament afirmat, condueix a una conclusió serena a càrrec de la corda.

### III - Scherzo
De vegades s'ha comparat aquest Scherzo (en sol menor) a una dansa macabra. La fuga, la seua violència, fa certament un gran contrast amb el moviment precedent. Però els ecos campestres amb què ressona — el tema no pot evitar fer pensar en una dansa popular austríaca — desmenteixen aquesta interpretació. Igualment el trio (sol major), d'una joiosa lleugeresa espontània, — que condueix la trompa, i en el qual alena un oboè una mica faceciós.

### IV - Allegro con fuoco
Així es troba ne nou desplaçat el clima de l'obra, del qual aquest moviment revela completament la seua identitat. Bewegt und feurig (con fuoco), esclata un breu primer tema als metalls en fortissimo, sobre un gran salt d'octava de do derivat del primer moviment (motiu de transició entre el tema inicial i el següent). Les fustes porten de nou un motiu apaivagat que canten els violins i violoncels — que els vents i, després tota l'orquestra, amplifiquen. Finalment apareix el tercer tema en forma de coral, conduït pels vents i que la corda i la fusta adornen amb vivacitat. Desenvolupament i després reexposició, segons les regles; és una punyent coda la que conclou sobre el tema principal, en el més brillant mode major.

## Discografia
- Eugen Jochum amb l'Orquestra Filharmònica de Berlín
- Bernard Haitink amb l'Orquestra Reial del Concertgebouw d'Amsterdam
- Wolfgang Sawallisch amb l'Orquestra de l'Estat de Baviera